# David Gale
David Gale (Nova Iorque, 13 de dezembro de 1921 – Berkeley (Califórnia), 7 de março de 2008) foi um matemático e economista estadunidense. Foi professor da Universidade da Califórnia em Berkeley.

## Contribuição
As contribuições de Gale para a economia matemática incluem uma prova inicial da existência do equilíbrio competitivo, sua solução do problema de Ramsey n- dimensional, na teoria do crescimento econômico ótimo.
Gale e FM Stewart iniciaram o estudo de jogos infinitos com informações perfeitas. Este trabalho trouxe contribuições fundamentais para a lógica matemática.
Gale é o inventor do jogo Bridg-It (também conhecido como "Game of Gale") e Chomp.
Gale desempenhou um papel fundamental no desenvolvimento da teoria da programação linear e das desigualdades lineares. Seu livro clássico de 1960, The Theory of Linear Economic Models, continua a ser uma referência padrão para esta área.
A transformação de Gale é uma involução em conjuntos de pontos no espaço projetivo. O conceito é importante na otimização, teoria da codificação e geometria algébrica.
O artigo de Gale de 1962 com Lloyd Shapley sobre o problema do casamento estável fornece a primeira declaração formal e prova de um problema que tem implicações de longo alcance em muitos mercados correspondentes. O algoritmo de Gale – Shapley resultante está sendo aplicado atualmente nos sistemas de escolas públicas de Nova York e Boston para designar alunos às escolas. Em 2012, o Prêmio Nobel de Economia foi concedido a Shapley por este trabalho.
Gale escreveu uma coluna Mathematical Entertainments para The Mathematical Intelligencer de 1991 a 1997. O livro Tracking the Automatic Ant reúne essas colunas.
Em 2004, Gale desenvolveu o MathSite, um site pedagógico que usa exibições interativas para ilustrar ideias matemáticas importantes. MathSite ganhou o Prêmio Pirelli Internacional 2007 de Comunicação Científica em Matemática.

## Publicações selecionadas (em inglês)
- Infinite games with perfect information (com F.M. Stewart). Annals of Mathematics 28 (1953), pp. 245–266.
- The law of supply and demand. Mathematica Scandinavica 3 (1955), pp. 33–44.
- Neighboring vertices on a convex polyhedron, in “Linear Inequalities and Related Systems” (H.W. Kuhn e A.W. Tucker, eds.), Annals of Mathematical Studies 38, 255–263, Princeton Univ. Press, 1956.
- The theory of linear economic models. McGraw-Hill, Nova York, 1960.
- College admissions and the stability of marriage (com L.S. Shapley). American Mathematical Monthly 69 (1962), pp. 9–15.
- A note on global instability of competitive equilibrium. Naval Research Logistics Quarterly 10 (1963), pp. 81–87.
- The Jacobian matrix and global univalence of mappings (com H. Nikaido). Mathematische Annalen 2 (1965), pp. 81–93.
- On optimal development in a multi-sector economy. The Review of Economic Studies 34 (1967), pp. 1–18.
- Pure exchange equilibrium of dynamic economic models. Journal of Economic Theory 6 (1973), pp. 12–26.
- A curious nim-type game. American Mathematical Monthly 81(1974), pp. 876–879.
- The game of Hex and the Brouwer fixed-point theorem. American Mathematical Monthly 86(1979), pp. 818–827.
- The strategy structure of two-sided matching markets (com G. Demange). Econometrica 53, no. 4 (1985), pp. 873–888.
- Tracking the automatic ant. And other mathematical explorations. A collection of Mathematical Entertainments columns from The Mathematical Intelligencer. Springer-Verlag, Nova York, 1998, pp. xii + 241.